# Andy Fordham
Andrew (Andy) Fordham (Bristol, 2 februari 1962 – Dartford, 15 juli 2021), bijgenaamd The Viking, was een Engels dartsspeler. In januari 2004 won hij het World Professional Darts Championship, beter bekend onder de naam Lakeside (voorheen The Embassy).

## Biografie
Andy Fordham is geboren ten zuidoosten van Londen. Als kind speelde hij voetbal en atletiek, maar toen hij de middelbare school verliet ontdekte hij het darten. Door zijn baard, lange haar en groteske figuur kreeg hij al snel de bijnaam The Viking. In zijn dartcarrière won Fordham veel prijzen, maar de kroon op zijn werk bereikte hij in 2004, toen hij in de finale van de Lakeside Mervyn King wist te verslaan en wereldkampioen werd.
Mede door de ongezonde levensstijl van Fordham, werd hij in januari 2007 opgenomen in een ziekenhuis met ademhalingsproblemen. Na een ziekbed van ongeveer 6 maanden, is hij toen flink afgevallen (ongeveer 108 kilo) en was hij er klaar voor om weer opnieuw de top in het darten te bereiken. Fordham maakte zijn rentree in september in Turkije tijdens het Turunc Open. Hierin haalde hij verrassend de halve finale. Hij verloor daarin van de latere winnaar Martin Phillips uit Wales, die in de finale Darryl Fitton versloeg.
Fordham zei net na zijn rentree: "Ik ben al ontzettend blij dat ik weer kan darten. Ik heb zeven of acht maanden niet kunnen darten en nu kan ik maximaal een uur achter elkaar spelen, dus ik verwacht geen wonderen in Bridlington. Ook al kwalificeer ik me niet voor de Lakeside dan nog zal dit een goed opstapje zijn om aan de top terug te keren. Ik mag niet te veel doelen stellen, maar moet gewoon blij zijn dat ik terug ben."
Fordham wist zich niet te plaatsen voor de World Professional Darts Championship van 2008, hij verloor in de 2de ronde van het kwalificatietoernooi van David Smith-Hayes. Tijdens de Winmau World Masters een dag later, verloor Fordham opnieuw. Hij ging met 3-0 onderuit tegen Stuart Kellett die in de achtste finales van Martin Adams verloor.
In februari 2009 stapte Fordham samen met Mark Webster over naar de PDC. maar in januari 2013 keerde Fordham toch terug naar de BDO.
Op 6 oktober 2015 kwalificeerde Fordham zich voor de Grand Slam of Darts, die in november van dat jaar gespeeld zou worden. In zijn openingswedstrijd kwam hij wel op voorsprong, maar hij verloor met 5-2 van Adrian Lewis. De tweede wedstrijd won Fordham met 5-3 van Wayne Jones, zijn eerste overwinning in tien jaar op een televisietoernooi. De derde wedstrijd verloor hij kansloos met 5-2 van Michael Smith, waarmee hij sneuvelde in de groepsfase.
In 2018 werd hij heel erg ziek en werd opgenomen in een ziekenhuis.
Sinds januari 2021 kwam er geen bericht meer naar buiten over zijn gezondheid. In april werd echter aangekondigd dat hij in 2022 zou gaan deelnemen aan het WK voor senioren, aangezien Fordham verklaarde dat het 90% beter met hem ging.
Fordham overleed op 15 juli 2021 aan de gevolgen van zijn leveraandoening in het bijzijn van zijn vrouw Jenny.

## Privé
Fordham was getrouwd en had twee kinderen.

## Gespeelde WK-finales
- WDF 1995 Andy Fordham/Martin Adams - Ronnie Baxter/Steve Beaton 4 - 1 ('best of 7 legs')
- WDF 2001 Martin Adams - Andy Fordham 4 - 3 ('best of 7 legs')
- WDF 2001 Andy Fordham/John Walton - Ulf Ceder/Marko Kantele 4 - 2 ('best of 7 legs')
- WDF 2003 Martin Adams/Mervyn King - Andy Fordham/Tony O'Shea 4 - 1 ('best of 7 legs')
- BDO 2004 Andy Fordham - Mervyn King 6 - 3 ('best of 11 sets')

## Resultaten op Wereldkampioenschappen

### BDO
- 1995: Halve finale (verloren van Richie Burnett met 2-5)
- 1996: Halve finale (verloren van Steve Beaton met 3-5)
- 1997: Laatste 16 (verloren van Marshall James met 2-3)
- 1998: Laatste 16 (verloren van Raymond van Barneveld met 2-3)
- 1999: Halve finale (verloren van Ronnie Baxter met 1-5)
- 2000: Kwartfinale (verloren van Chris Mason met 3-5)
- 2001: Halve finale (verloren van Ted Hankey met 2-5)
- 2002: Laatste 32 (verloren van John Walton met 0-3)
- 2003: Laatste 16 (verloren van Gary Anderson met 1-3)
- 2004: Winnaar (gewonnen in de finale van  Mervyn King met 6-3)
- 2005: Laatste 32 (verloren van Vincent van der Voort met 2-3)
- 2006: Laatste 32 (verloren van Simon Whitlock met 0-3)
- 2007: Laatste 32 (afgemeld wegens een buikinfectie)

### WDF
- 1995: Laatste 32 (verloren van John Part met 1-4)
- 1997: Laatste 32 (verloren van Marko Kantele met 2-4)
- 1999: Kwartfinale (verloren van Warren Parry met 2-4)
- 2001: Runner-up (verloren van Martin Adams met 3-4)
- 2003: Laatste 32 (verloren van Marko Kantele met 1-4)
- 2005: Kwartfinale (verloren van Dick van Dijk met 1-4)